# Tòa thị chính Kraków
Tòa thị chính lịch sử của Krakow, được gọi là Ratusz ở Ba Lan, đã bị phá hủy vào năm 1820. Nó được xây dựng bằng gạch và vữa lần đầu tiên vào năm 1316 như là một trong những phiên bản tiếp theo được xây dựng trong nhiều thế kỷ sau đó. Đó là trung tâm hành chính của thành phố và là trụ sở của hội đồng lớn, thẩm phán và thị trưởng từ thế kỷ 14 đến đầu thế kỷ 19. Nó nằm ở trung tâm của Quảng trường chính trong Khu phố cổ Kraków. Nó từng là một trong những khu vực hành chính lâu đời nhất của chính phủ dân sự Ba Lan. Trong tòa nhà, chỉ còn lại Tòa thị chính, là ví dụ nổi bật của kiến trúc Gothic Ba Lan trong thành phố.
Tòa nhà nằm cạnh Hội trường Vải Kraków ở phía tây nam của Quảng trường Chính. Thời kỳ xây dựng và tái thiết trải dài qua nhiều thế kỷ, với các phần khác nhau của tòa nhà được mở rộng và tu sửa lại. Tòa thị chính đã bị phá hủy vào năm 1820 dưới Phân vùng Áo của Cộng hòa Litva Ba Lan khi Quảng trường chính cũng được xây dựng lại, chỉ có tòa tháp được cứu sau các cuộc biểu tình công khai giữa những người Cracovia nổi tiếng. Tòa nhà có nhiều văn phòng khác nhau của thành phố. Đã có nhiều đề xuất nhằm xây dựng lại nó.